# Тартуская Яановская церковь
Та́ртуская Я́ановская це́рковь (церковь святого Иоанна в Тарту), ранее также Иоа́нновская це́рковь и Ива́новская це́рковь — средневековая церковь, одна из старейших церквей Эстонии. Построена в готическом стиле из кирпича и известна своими терракотовыми фигурами. Посвящена Иоанну Крестителю. Внесена в Государственный регистр памятников культуры Эстонии как памятник архитектуры.

## История
Документальной информации о церкви мало, её недостаточно для реконструкции истории строительства церкви.
Первые упоминания о церкви Святого Иоанна датируются 1323 годом. Археологические раскопки под церковью обнаружили остатки более старого деревянного сооружения с гробницей, предположительно XII века. Можно заключить, что церковь была построена на ранее застроенной территории.

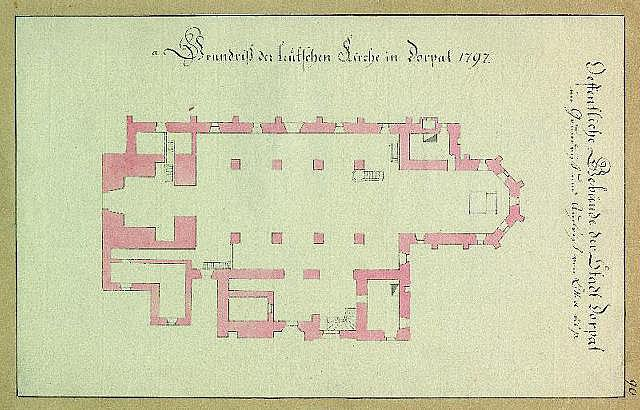
Скан из книги Иоганна Кристофа

За всю свою долгую историю церковь не раз была разрушена и восстановлена. В XVI веке церковь пострадала в Ливонской войне. Значительные изменения церковь Святого Иоанна также претерпела при восстановлениях после Северной войны и Второй мировой войны.
В письменных источниках 1695 года церковь упоминается как нем. Die Johannis Kirche.
В 1775 году в Тарту у церкви начался большой пожар, разрушивший незначительную часть церкви и множество близлежащих домов.

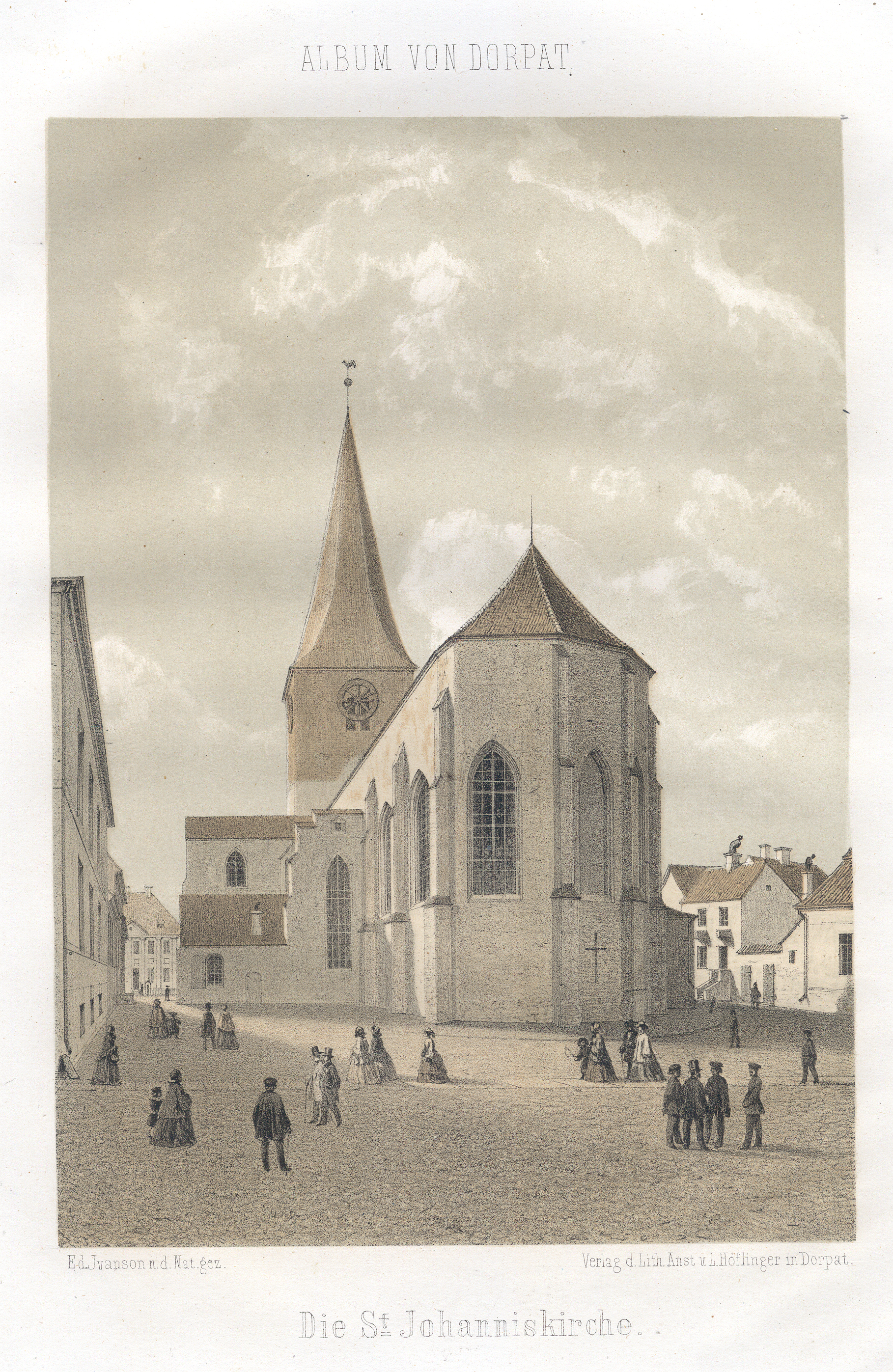
Изображение церкви в 1860 году

В 1820—1830 годах церковь была реконструирована по планам архитектора Георга Фридриха Гейста и получила оформление в стиле классицизма. В ходе реконструкции было уничтожено множество скульптур, которые мешали запланированному виду храма. Сохранились только те, которые не изымались из ниш, поэтому были замурованы в них под слоем штукатурки.
В 1899—1904 годах фасады церкви были реставрированы под руководством архитектора Вильгельма Бокслафа. С наружных скульптур были удалены штукатурные слои, а часть разрушенных скульптур заменена копиями.
Во время Второй мировой войны, в 1944 году, в результате попадания бомбы в церкви произошёл пожар, штукатурка стен от огня обрушилась, благодаря чему была обнаружена часть средневековых скульптур. После войны церковь более полувека оставалась в развалинах.
В 1999 году Тартуская Яановская церковь получила новое башенное покрытие, а также два новых бронзовых колокола в честь святых Петра и Павла — двух покровителей города.
Окончательно церковь открылась после реставрации в 2005 году.
В настоящее время она является частью Эстонской евангелическо-лютеранской церкви.

## Описание
В средневековом варианте церковь святого Иоанна была трехнефной базиликой с западной башней. Часовни в стиле барокко были пристроены в 1746 и 1769 годах. Любецкая часовня была пристроена к южной части базилики позже. Стены церкви уложены крупноформатным кирпичом связкой под названием братья (два продольных камня чередуются с одним связующим). Как продольное здание, так и стены хора оснащены опорными столбами, которые, по-видимому, сохранили свою средневековую форму. На капителях изображены рельефы драконов, растительные мотивы и гербовые лилии. Главный портал на западном фасаде церкви четырехъярусный, хотя сначала он имел шесть степеней. Портал украшен пятнадцатью нишами клеверообразной формы для терракотовых скульптур. Плинтус портала подвергся реставрационным работам и сделан из гранита. На восточной стене базилики есть триумфальная арка, над которой проходит фриз из терракотовых фигур и просторная острая арочная ниша.
С колокольни высотой примерно тридцать метров, на которую ведут 135 ступенек (диаметр самого узкого места составляет 47 сантиметров) открывается великолепный вид на весь город Тарту.

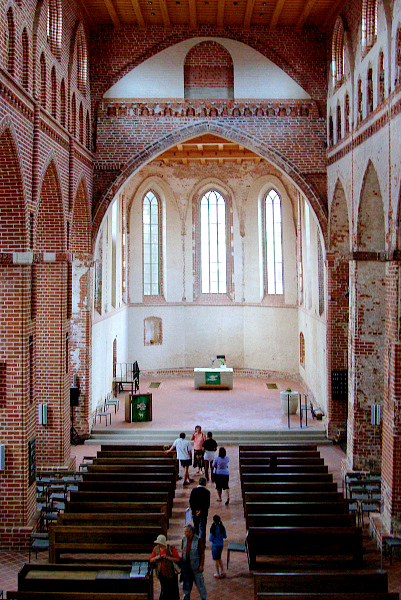
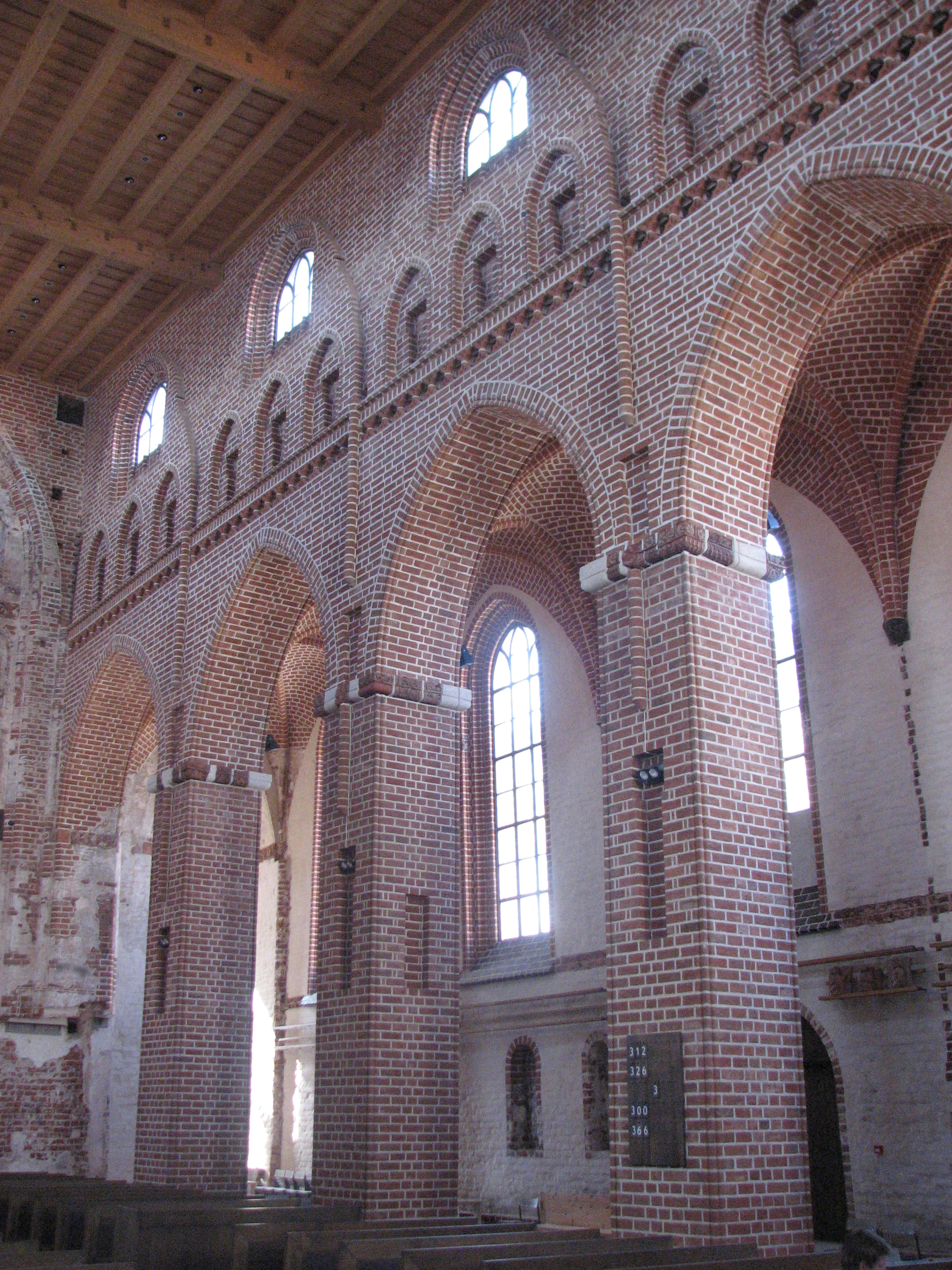
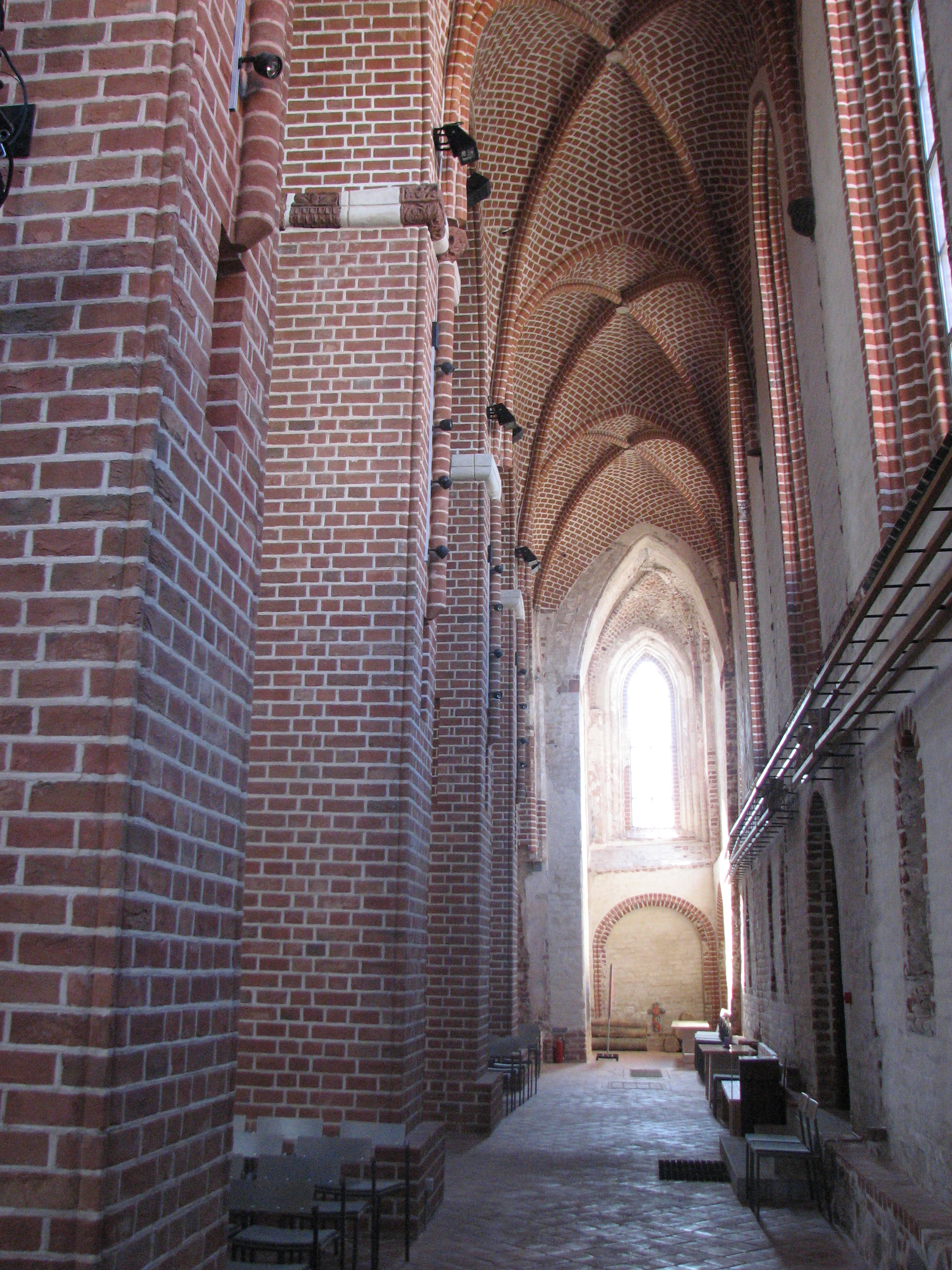
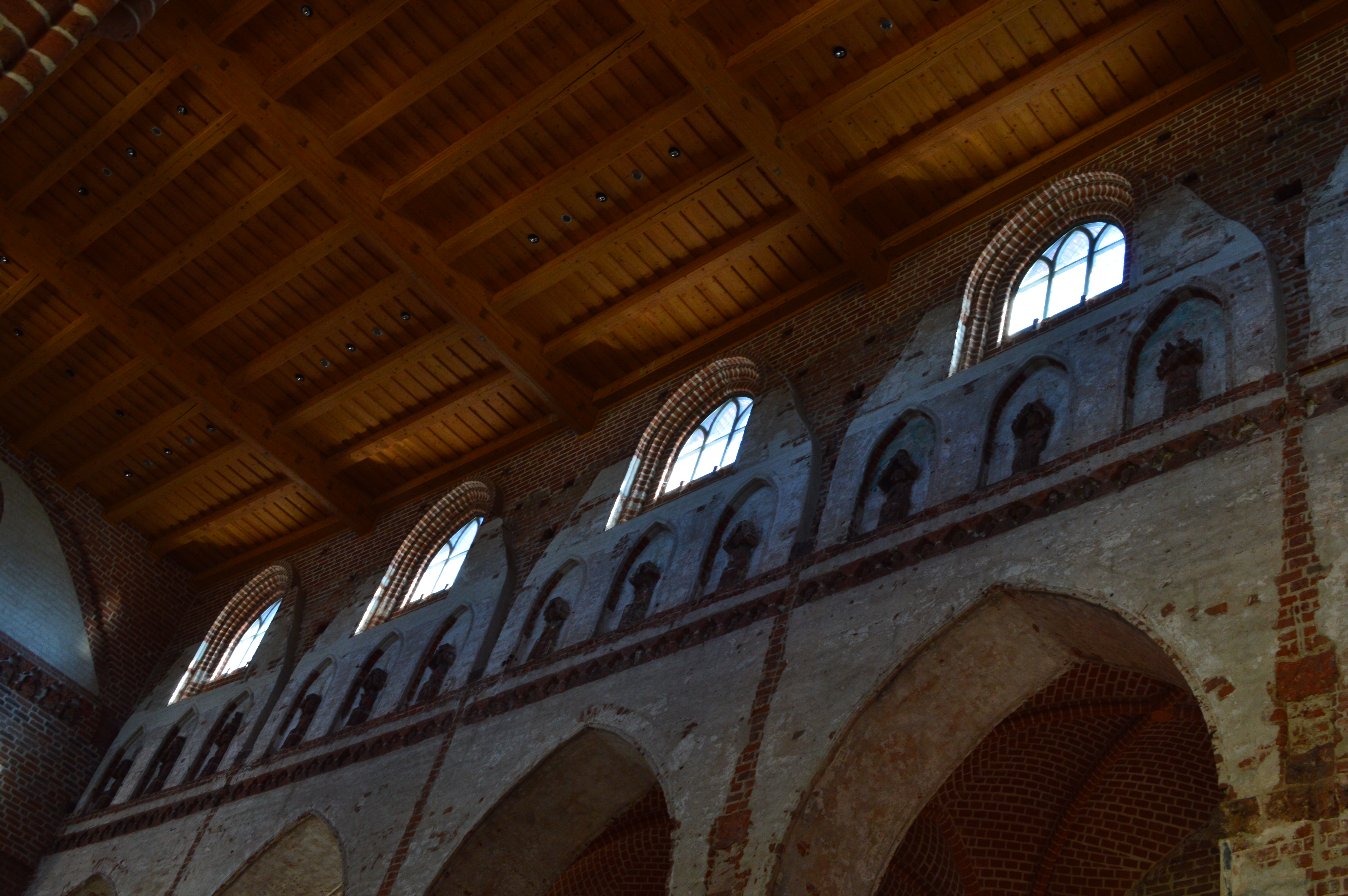
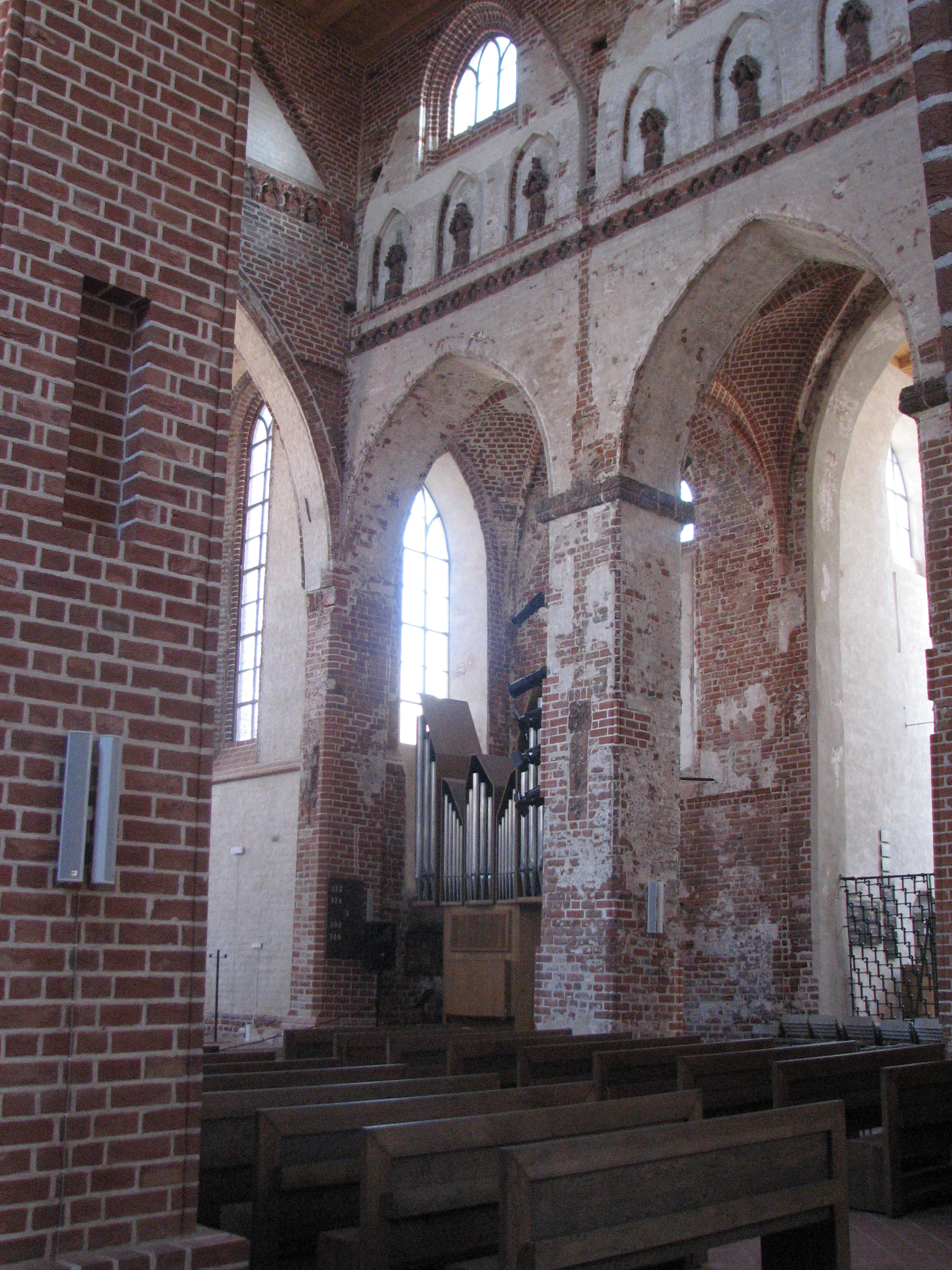
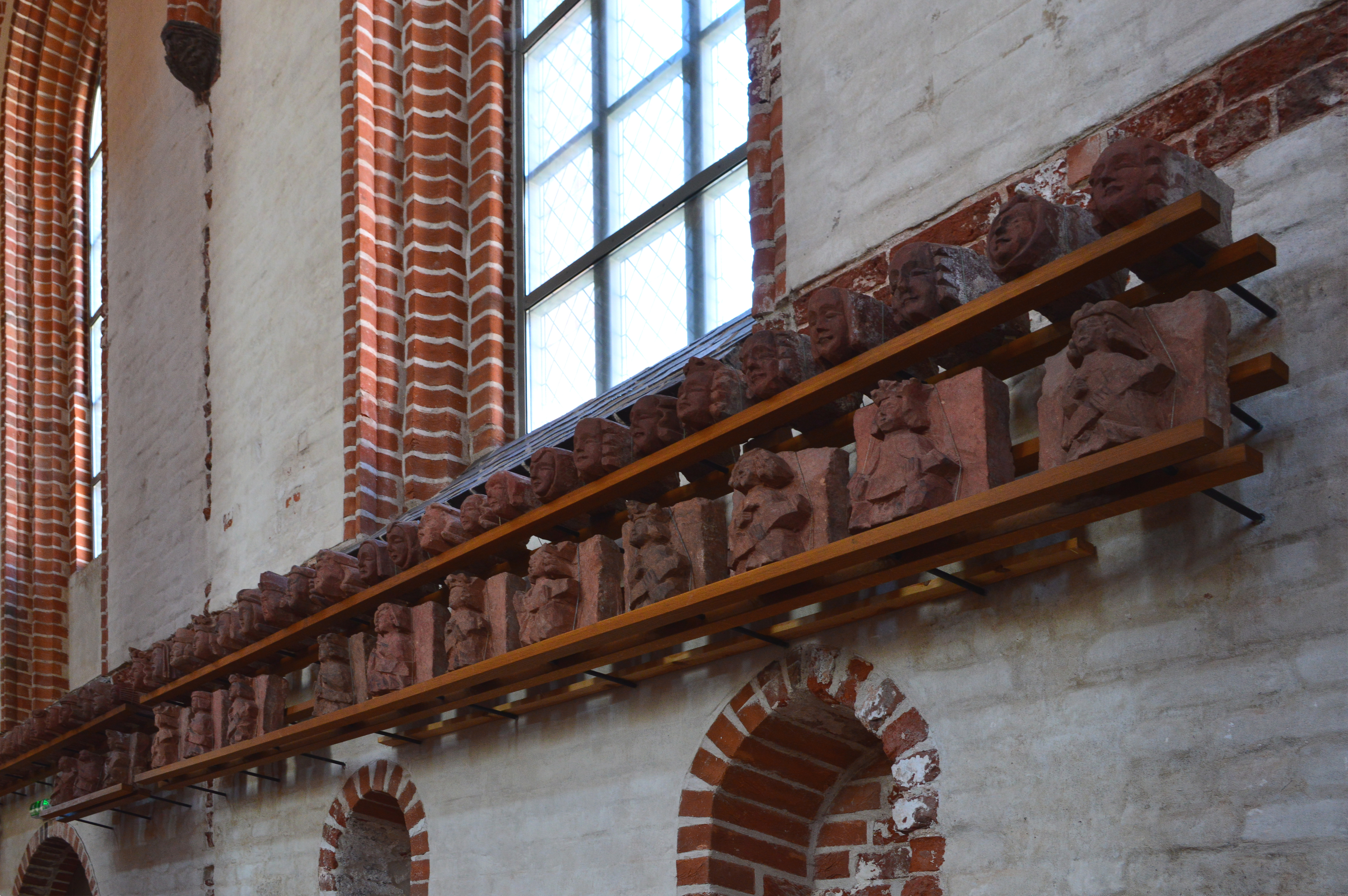

## Терракотовые фигуры
Выдающейся особенностью церкви Святого Яна является его богатство терракотовых скульптур. В европейской готике нет ни одного здания, которое могло бы конкурировать по размеру, количеству, а также художественному уровню с терракотовыми скульптурами Яановой церкви в Тарту.
Снаружи и внутри в стенах церкви было сделано множество ниш, где стояли скульптуры. В частности, здесь были фигуры двенадцати евангелистов, святых, Девы Марии и Иисуса . К сожалению, не все скульптуры сохранились.
Сначала было больше тысячи рукотворных фигурок. Каждая фигурка отличалась от других, т.к. была изготовлена в индивидуальном порядке, а не с помощью формы. До наших времен дошло около 200. Множество разнообразных фигурок породило предположения о том, что они могли быть созданы по образцу граждан Тарту.

Хотя терракот нельзя назвать редким материалом для Средних веков, но по количеству декоративных элементов из него церковь святого Яна в Тарту превосходит все церкви мира этого периода, сохранившиеся до наших дней.

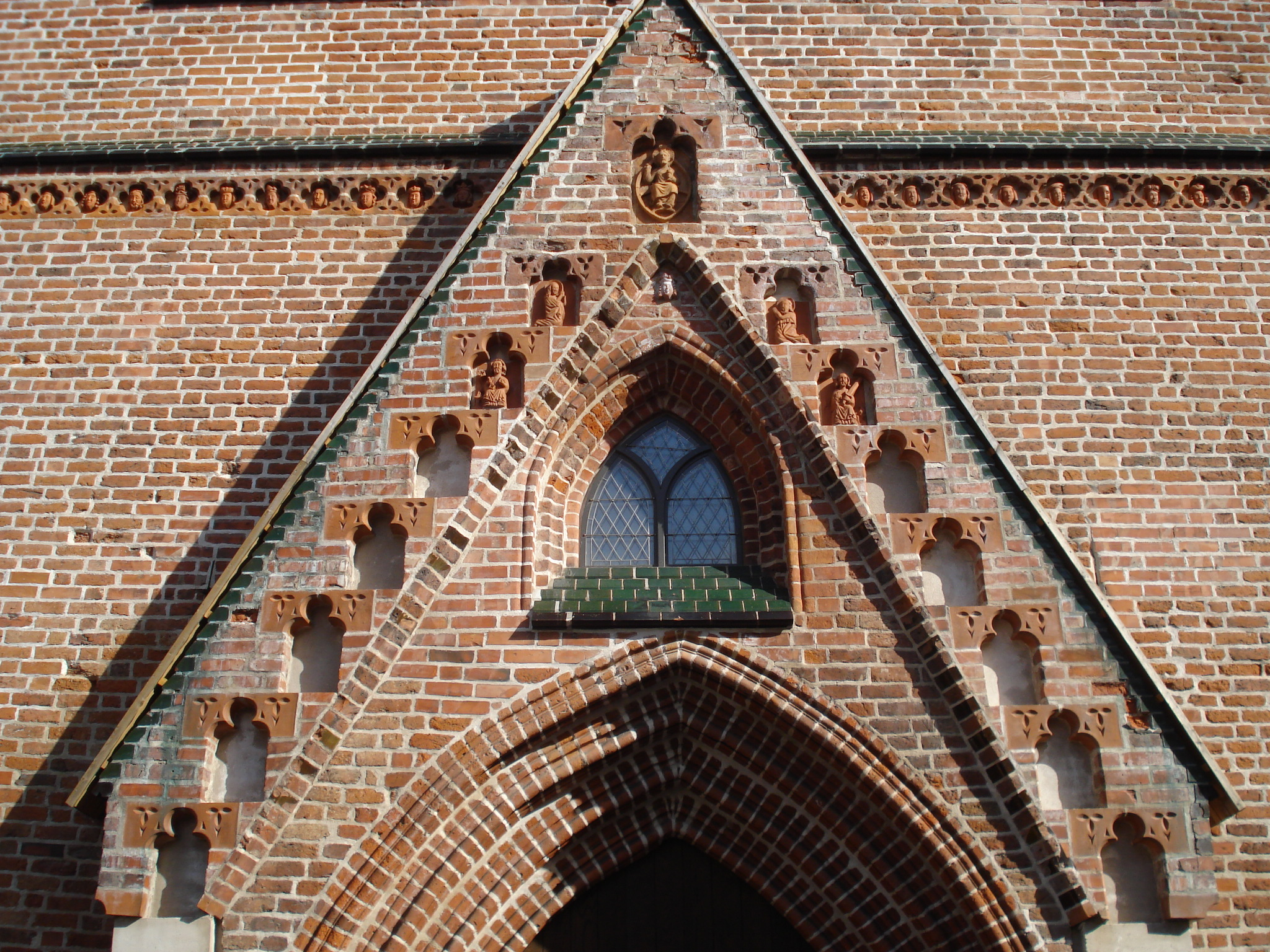
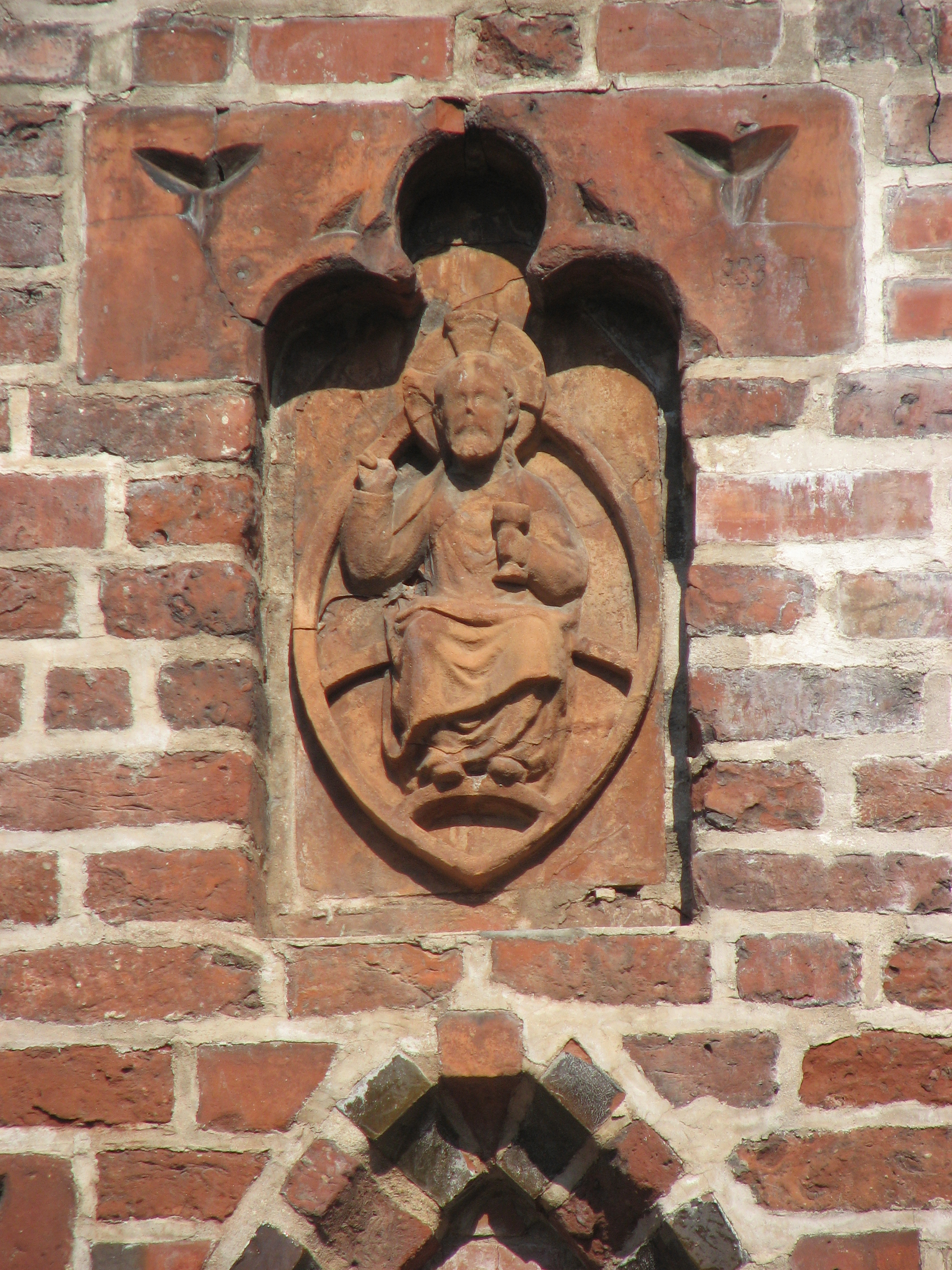
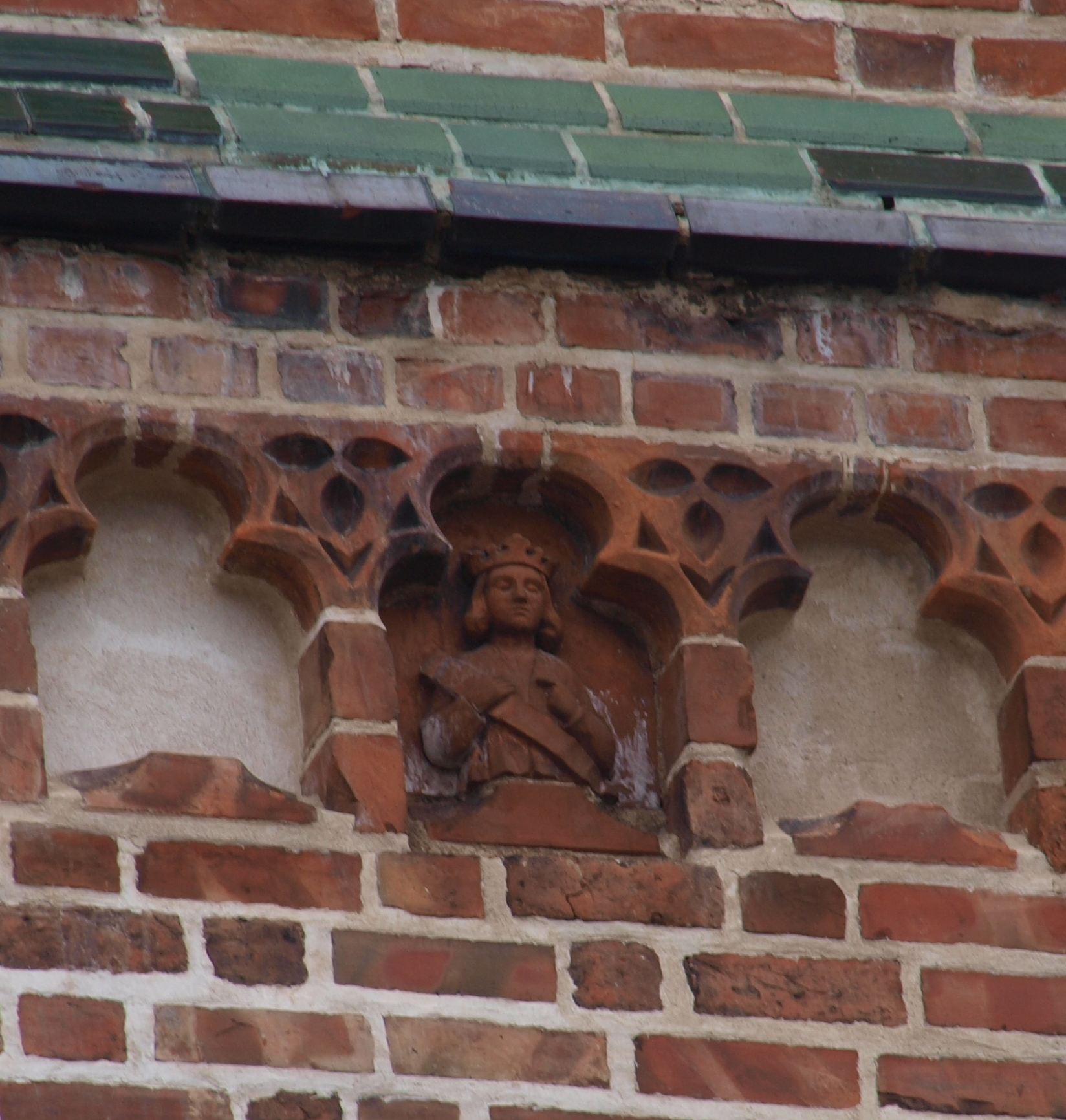
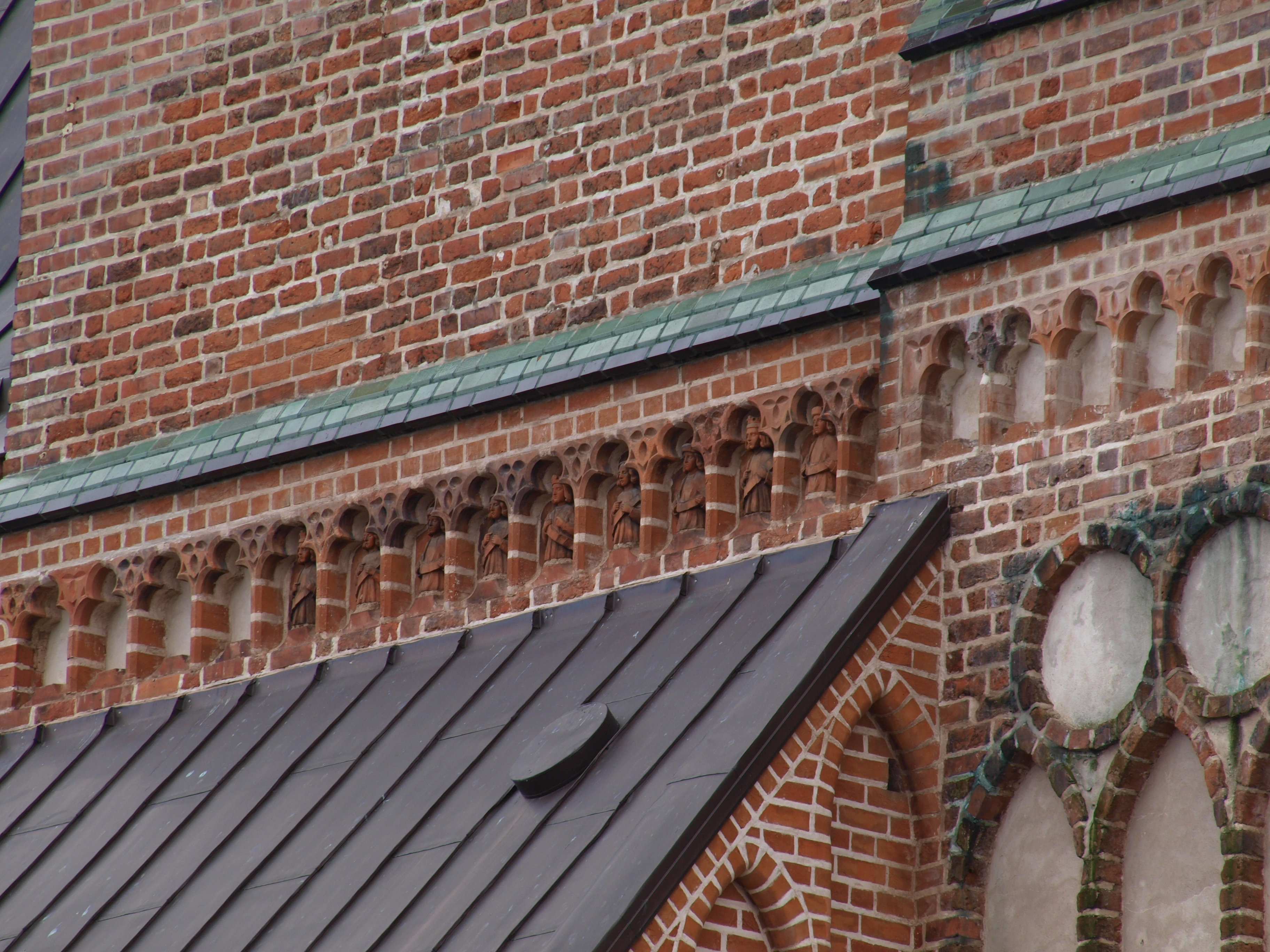
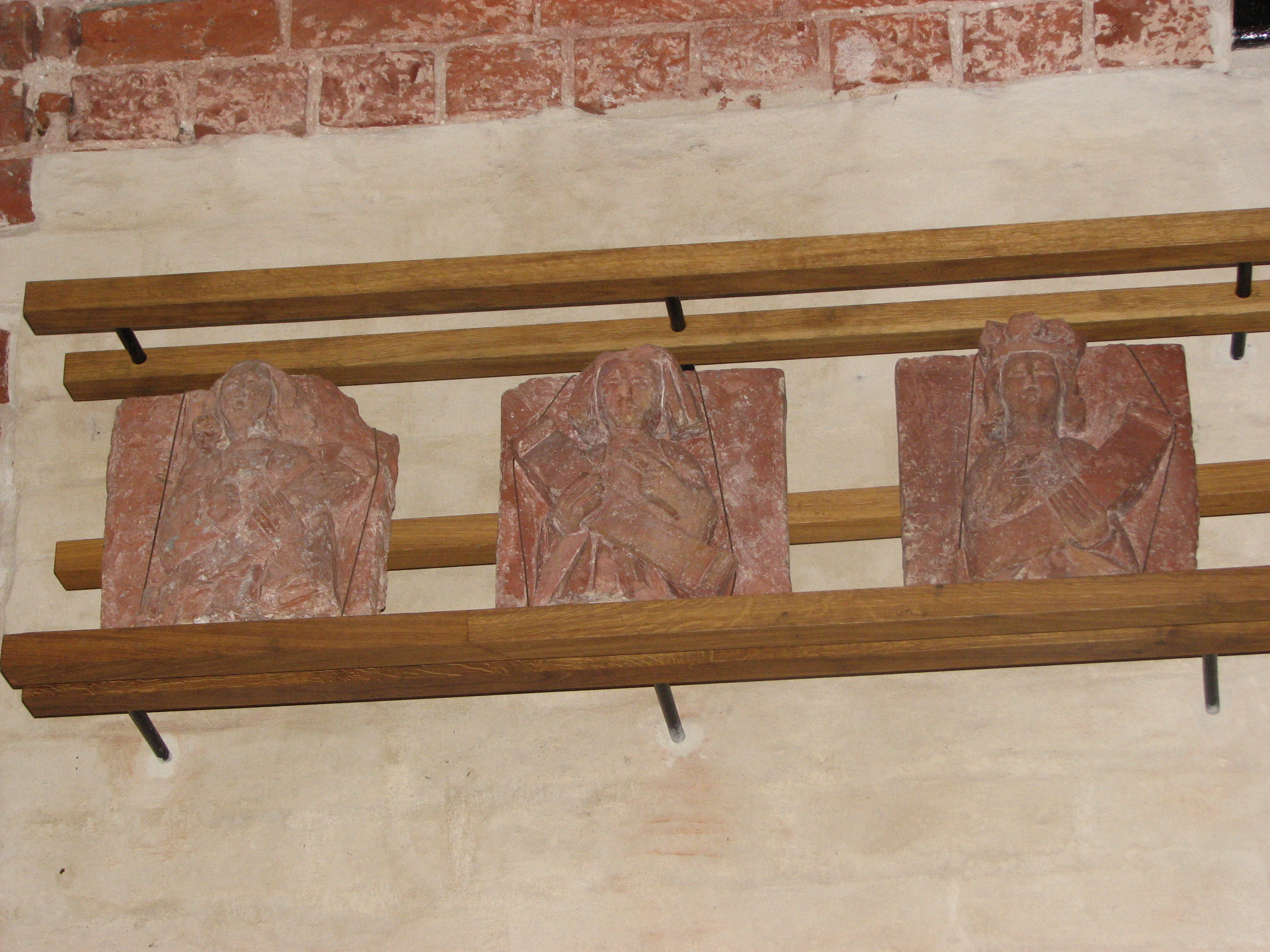

## Интересные факты
1. В 2012 году церковь святого Иоанна принимала участие в конкурсе "Шесть чудес Балтийского региона" в качестве кандидата от Эстонии. Участниками являлись 10 стран, расположенных на берегах Балтийского моря.
2. В мае этого же года в церкви святого Иоанна открылась выставка фотографий «National Geographic», приуроченная к началу выпуска журнала на эстонском языке.
3. Церковь святого Иоанна используется не только для богослужения, но и в качестве концертной площадки. В частности, здесь проходит Зимний музыкальный фестиваль с ежедневными концертами соло-музыкантов и коллективов, включая пианистов с мировым именем и других инструменталистов и оперных певцов.